# Моторни поремећаји једњака
Моторни поремећаји једњака су велика група болести са поремећеним контракцијама зида једњака и функционисањем оба (горњег и доњег), езофагеалног сфинктера. У ову групу болести спадају и сва стања за чије се симптоме и знаке, најчешће дисфагију и бол у грудима, сматра да су узрокована неадекатном физиолошком фукцијом једњака.

## Клиничка слика
Клиничка слика моторних поремећаја једњака, може се манифестовати бројним (различитим) симптомима у зависности од обољења које их је изазвало, као нпр:
- осећај застајања хране,
- болови у грудима и иза грудне кости,
- враћањем садржаја из желуца у једњак (регургитација).

Како се веома често ови симптомима погрешно приписују обољењима срца или плућа, диференцијално дијагностички таква стања треба искључити.

## Дијагноза
Дијагностика моторних поремећаја једњака са сигурношћу се утврђује, на следећим методама: анамнеза(симптома), радиографија, ендоскопија, функционалне дијагностичке методе.

### Манометрија једњака
Манометрија једњака је једна од функционалних метода којом се одређује тачна вредност притисака у нивоу езофагеалних сфинктера као и њихова релаксација (опуштање), присуство перисталтике у телу једњака, карактеристике перисталтичких таласа укључујући њихову амплитуду, трајање, природу понављања присуство непропулзивних односно делимично пропулзивних перисталтичких таласа.
| Манометрија једњака      | Манометрија једњака | Манометрија једњака |
| Поремећаји               | Манометријски налаз |                     |
| ------------------------ | --- | ------------------- |
| Ахалазија                | - Одсуство перисталтике - Неадекватна релаксација ДЕС-а - Повећан притисак ДЕС- а (> 45 ммХг). |                     |
| Дифузни спазам једњака   | - Симултане контракције >20% - Интермитентна перисталтика - Поновљене или двоструке контракције - Контракције неповезане са гутањем - Амплитуде контракција > 30 ммХг                                                                |                     |
| Хиперконтрактилни једњак | - Једњак у виду крцкалице за орах - Контракција > 180 ммХг - Нормална перисталтика - Продужено трајање амплитуде (> 6 s) - Хипертензивни доњи езофагеални сфинктер - Базални притисак ДЕС-а > 45ммХг - Инкомплетна релаксација ДЕС-а |                     |
| Хипоконтрактилни једњак  | - Инефективни мотилитет једњака - > 30% контракција < 30 ммХг - Непропулзивне контракције - Хипотензивни ДЕС - Базални притисак < 10 ммХг                                                                                            |                     |
| Неспецифични поремећаји  | - Инкомплетна релаксација ДЕС-а - Непропулзивне контракције > 20% - Ретроградне контракције - Ниско-амплтитудне контракције < 35 ммХг                                                                                                |                     |

## Класификација примарних поремећаја мотлитета једњака
Иако је до данас предложено више класификација поремећаја мотилитета једњака, ниједна од њих није универзално прихваћена. Езофагеални моторни поремећаји се генерално могу поделити на примарне и секундарне.

### Примарни поремећаји мотилитета једњака
Примарни поремећаји мотилитета једњака се најбоље класификују у зависности од типа поремећаја инервације тела једњака и доњег езофагеалног сфинктера (ДЕС). На основу такве класификације сви примарни моторни поремећаји једњака се могу поделити у пет група:

#### Ахалзија једњака
Ахалазија, кардиоспазам или дисинергија једњака је дифузни моторни поремећај, који се карактерише ослабљеном перисталтиком и немогућношћу релаксације доњег дела једњака. Јавља се код оба пола (чешће код мушкараца) између 30. и 60. године живота.

#### Дифузни спазам једњака
Манифестира се у облику нарушене покретљивости једњака - некоординисане контракције мишића смештених по целој дужини једњака уз одржавање нормалног тонуса доњег сфинктера. Карактеристични симптоми су:
- Интензивна бол у стернуму и у пределу спајања једњака са желуцем. Бол се шири према горе, и може зрчити у доњу чељуст и рамени појас. Напад јаког бола није повезан са једењем.
- Нарушен процеса гутања, што је израженије код покушаја гутања чврсте хране.
- Повраћање након престанка мишићног спазма.
- Напад може трајати од 2 до 3 минуте до неколико сати.

#### Хиперконтрактилни једњак
У оквиру хиперконтрактилних примарних поремећаја мотилитета једњака, описана су два посебна клиничка ентитета: једњак у виду крцкалице за орах и хипертензивни доњи езофагеални сфинктер. Етиологија хиперконтрактилности једњака је непознат, али је доказано да поједине контракције високог притиска могу бити изазване секундарним факторима као што је гастроезофагеални рефлукс или стрес.
Једњак у облику крцкалице за орах
Овај облик  (енг. nutcracker esophagus) дефинише се као несрћани бол у грудима и/или дисфагија са постојањем перисталтичких таласа у дисталном једњаку код којих средња вредност амплитуда прелази нормалне вредности за више од две стандардне девијације.
Хипертензивни доњи езофагеални сфинктер
Хипертензивни доњи езофагеални сфинктер (акроним ХДЕС) је поремећај који се манометријски дијагностикује као повишен притисак на нивоу ДЕС-а (> 45 ммХг) са нормалном релаксацијом, без удружених поремећаја перисталтике тела једњака. Овакав манометријски налаз га директно разликује од ахалазије, односно код ових болесника постоји нормална перисталтичка прогресија у телу једњака.

#### Хипоконтрактилни једњак
Хипоконтрактилни поремећаји једњака у већини случајева изазвани су нарушеном перисталтиком једњака чији је мотилитет вођен ниским амплитудама, симултаним контракцијама дисталног једњака, или непотпуном перисталтиком код које се таласи не преносе целом дужином дисталног једњака. Такви поремећаји називају се инефективни мотилитет једњака, који се на манометријски манифестују присуством амплитуда контракција у дисталном једњаку мањих од 30 мм Хг (у више од 30% контракција у дисталном једњаку). Већина болесника са инефективним мотилитетом једњака има гастроезофагеалну рефлуксну болест често удружену са респираторним или, тегобама од стране грла, ува и носа.
Како хипоконтрактилни једњак може бити последица хроничног киселинског оштећења дисталног једњака, дисфагија је обично блага, док су горушица и регургитација киселине доста учестале. Тешка дисфагија указује на присуство анатомског проблема као што су езофагитис или пептична стриктура.

#### Неспецифични моторни поремећаји једњака
Неспецифични поремећаји мотилитета једњака (акроним НПМЈ) који се често користи у испитивању пацијената са дисфагијом и/или болом у грудима који имају абнормалне налазе езофагеалног мотилитета али не испуњава фиксне критеријуме за друге посебне дијагнозе. Удружених налаза код неспецифичног поремећаја мотилитета једњака укључује:
- контракције које су ретроградне, понављајуће,
- високе или ниске амплитуде,
- пролонгиране или спонтане.[12]

Већи број неспецифичних моторних поремећаја једњака представљају само почетак или рану фазу још увек некомплетно диференцираног примарног поремећаја мотилитета једњака, због чега су редовне манометријске контроле код ових болесника од велике важности.

### Секундарни поремећаји мотилитета једњака
Секундарни поремећаји мотилитета једњака су последица системских болести као што су:
- шећерна болест,
- поремећаји везивног ткива,
- дерматомиозитис, склеродермија,
- амилоидоза, алкохолизам,
- Шагасова болест
- разне врсте неоплазми (најчешће аденокарциноми кардије).

## Терапија
| Начела терапије моторних поремећаја једњака | Начела терапије моторних поремећаја једњака | Начела терапије моторних поремећаја једњака |
| Поремећаји                                  | Терапија |                                             |
| ------------------------------------------- | --- | ------------------------------------------- |
| Ахалазија                                   | - Примена нитрата са дуготрајним дејством или блокатора калцијумових канала смањује притисак доњег сфинктера једњака и побољшава пролаз хране. - У употреби су и различити пнеуматски дилататори којима се постижу задовољавајући резултати. - Дијететски режим (чести и мањи оброци од течно кашасте хране без јаких зачина) смањују иритабилну улогу и спорије долази до ерозивних промена. - Хируршко лечење има дуготрајнији ефекат, а потпуно излечење се постиже Хелеровом кардиомиотомијом или дилатацијом једњака балоном. |                                             |
| Дифузни спазам једњака                      | |                                             |
| Хиперконтрактилни једњак                    | - Најбоњи начини лечења су пнеуматска дилатација и езофагокардиомиотомија са пратећом фундопликацијом. |                                             |
| Хипоконтрактилни једњак                     | - Лечење је углавном усмерено на контролу гастроезофагеалног рефлукса. |                                             |
| Неспецифични поремећаји                     | - Врста терапија за сада није стандардизована - Одлука о лечењу се често заснива на симптоматској терапији, вођеној од стране доминантног налаза (спазам, хипоконтрактилност, итд). |                                             |